# Suordakh
Suordakh (en rus: Суордах) és un poble de la república de Sakhà, a Rússia, que el 2018 tenia 351 habitants, pertany al districte de Batagai.